# Клавіціпітаєві
Клавіціпітаєві (Clavicipitaceae) — родина паразитичних аскомікотових грибів порядку гіпокреальні (Hypocreales) класу сордаріоміцети (Sordariomycetes). Серед представників родини є мутуалістичні симбіонти рослин, а також паразити рослин, комах та інших грибів.

## Опис
Вони утворюють яскраво забарвлену підщепу на склероціях або безпосередньо на хазяїні. На його зовнішній частині утворюються еліпсоїдні або пляшкоподібні плодові тіла типу перитеція з подовженою верхньою частиною. Перитецимальний отвір часто розташований на соску. Аски циліндричні, тонкостінні, вузькі і дуже довгі. Їхня верхня частина сильно потовщена і має отвір. Аскоспори одноклітинні.

## Значення
Багато членів родини виробляють алкалоїди, що токсичні для тварин і людини. Одним із найвідоміших видів є Claviceps purpurea, який має історичне значення як причина епідемії вогню Святого Антонія (сучасна назва ерготизм). Ерготизм викликається алкалоїдами ріжків, такими як ерготамін і ергокристин, які є хімічними похідними лізергінової кислоти. Види Metarhizium використовуються в біологічній боротьбі з комахами-шкідниками.

## Роди
Включає 97 родів:
- Aciculosporium
- Akrophyton
- Aschersonia
- Atkinsonella
- Atricordyceps
- Balansia
- Balansiella
- Balansiopsis
- Barya
- Baryella
- Belaina
- Berkelella
- Blistum
- Byssostilbe
- Campylothecium
- Cavimalum
- Cepsiclava
- Chamaeleomyces
- Chromostylium
- Claviceps
- Collarina
- Commelinaceomyces
- Conoideocrella
- Corallocytostroma
- Cordycepioideus
- Cordylia
- Corynesphaera
- Diheterospora
- Dothichloë
- Drechmeria
- Dussiella
- Echinodothis
- Ephelis
- Epichloë
- Epicrea
- Ergotaetia
- Fleischeria
- Harposporium
- Helminthascus
- Heteroepichloe
- Hypocrella
- Hypocreophis
- Hypoxylum
- Kentrosporium
- Konradia
- Linearistroma
- Metacordyceps
- Metapochonia
- Metarhiziopsis
- Metarhizium
- Mitosporium
- Mitrasphaera
- Moelleria
- Moelleriella
- Mothesia
- Mycomalus
- Mycophilomyces
- Myriogenis
- Myriogenospora
- Neobarya
- Neoclaviceps
- Neocordyceps
- Neotyphodium
- Nigelia
- Nigrocornus
- Nomuraea
- Ophiodothis
- Orbiocrella
- Palaeoclaviceps
- Parepichloë
- Phytocordyceps
- Pochonia
- Podocrella
- Polistophthora
- Polynema
- Polyrhina
- Pseudomeria
- Racemella
- Regiocrella
- Romanoa
- Samuelsia
- Shimizuomyces
- Spermoedia
- Sphacelia
- Sphaceliopsis
- Sphaerocordyceps
- Stereocrea
- Tettigorhyza
- Torrubia
- Typhodium
- Tyrannicordyceps
- Underwoodina
- Ustilaginula
- Ustilagopsis
- Villosiclava
- Wakefieldiomyces
- Xylariopsis